# Rallye de Grande-Bretagne 1973
Le Rallye de Grande-Bretagne 1973 (29th Daily Mirror RAC Rally), disputé du 17 au 21 novembre 1973, est la douzième manche du championnat du monde des rallyes 1973 (WRC), inauguré cette même année.

## Contexte avant la course

### Le championnat du monde
1973 est la première année du Championnat Mondial des Rallyes pour Marques, qui a succédé au 'Championnat d'Europe des Rallyes pour Marques', disputé de 1968 à 1972. Constitué de treize épreuves internationales, il est réservé aux voitures des catégories suivantes :
- Groupe 1 : voitures de tourisme de série
- Groupe 2 : voitures de tourisme spéciales
- Groupe 3 : voitures de grand tourisme de série
- Groupe 4 : voitures de grand tourisme spéciales

Le rallye RAC constitue l'avant-dernière épreuve d'une saison nettement dominée par Alpine-Renault, à qui le titre mondial ne peut plus échapper, son principal adversaire Fiat comptant plus de quarante points de retard. Officiellement, le titre n'est cependant pas acquis pour le constructeur français, les résultats de l'épreuve autrichienne étant suspendus à une décision de la FIA, à la suite d'une réclamation du constructeur allemand BMW, après disqualification l'ayant privé de la victoire dans cette manche.

### L'épreuve

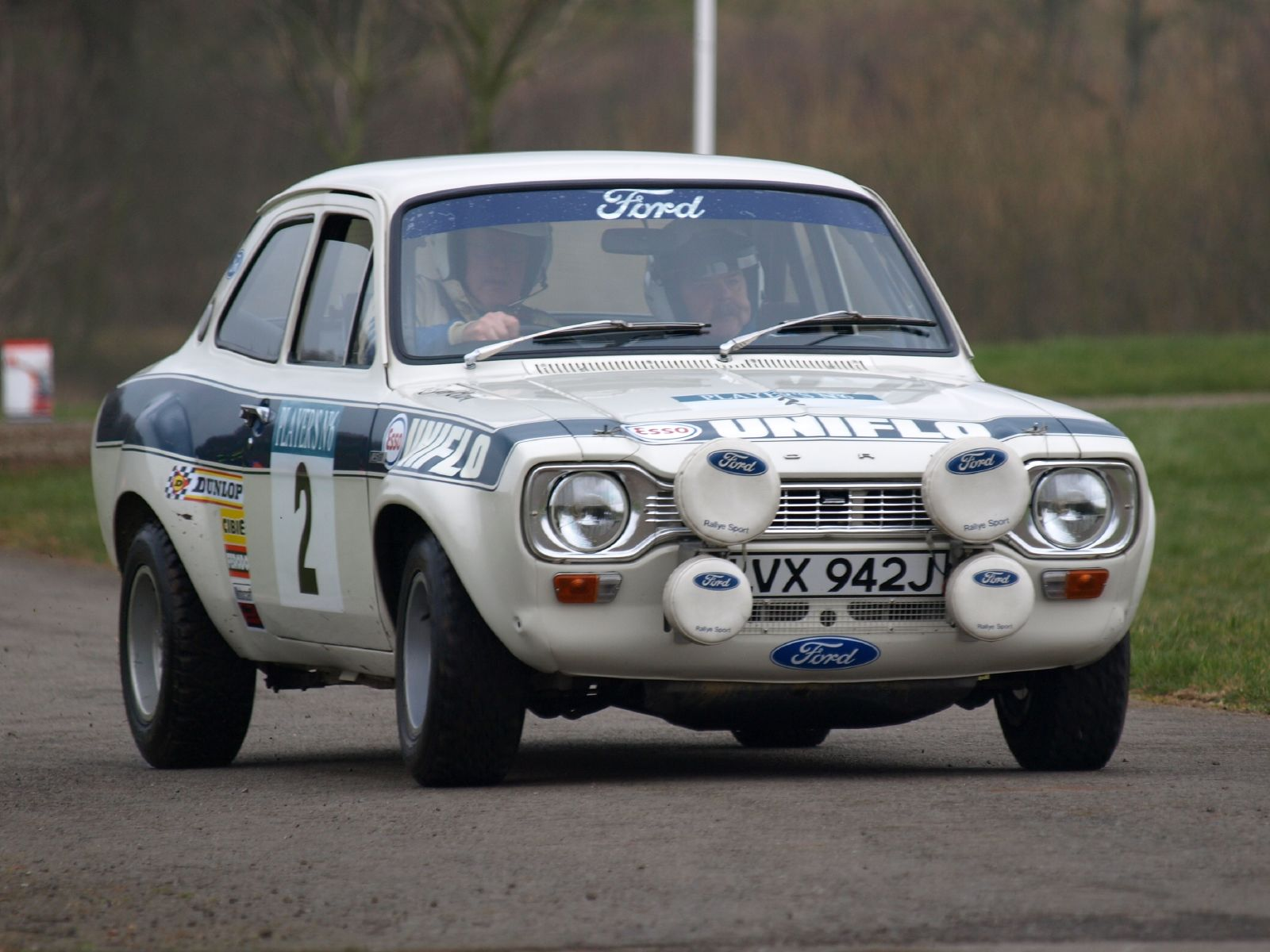
L'édition 1972 fut remportée par Roger Clark sur Ford Escort RS (ici lors d'une épreuve historique).

Créé en 1932, tout d'abord épreuve de maniabilité et d'orientation, le rallye de Grande-Bretagne (communément appelé rallye RAC car organisé par le Royal Automobile Club) n'est devenu une véritable épreuve de vitesse qu'au début des années 1960. La compétition automobile étant interdite sur le réseau routier anglais, celui-ci n'est utilisé que pour le parcours de liaison, les épreuves spéciales étant disputées dans des parcs ou sur des chemins privés. Le parcours est tenu secret, les concurrents ne découvrant l'itinéraire qu'au moment du départ, et les reconnaissances sont donc impossibles. Cette spécificité avantage les concurrents disputant régulièrement les rallyes nationaux britanniques, empruntant souvent les mêmes chemins. Les favoris sont donc les pilotes locaux, ainsi que les pilotes finlandais et suédois qui courent régulièrement outre-manche. La victoire de l'Anglais Roger Clark sur Ford Escort en 1972 a mis fin à la domination exercée par les Scandinaves depuis 1960.

## Le parcours
- départ : 17 novembre 1973 de York
- arrivée : 21 novembre 1973 à York

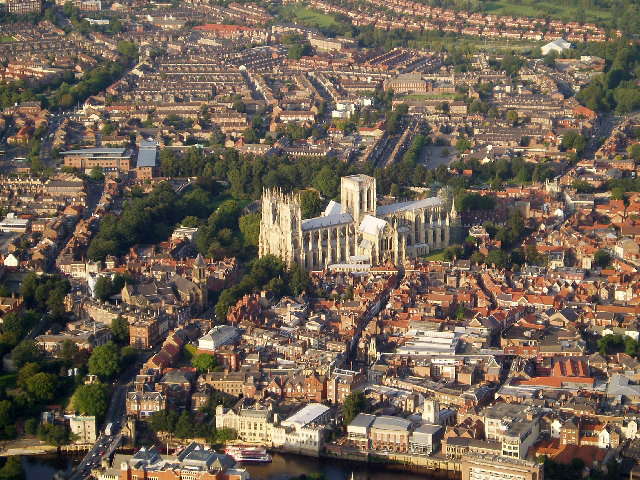
La cité de York, point central du rallye RAC.

- distance : 3 580 km dont 502,2 km sur 70 épreuves spéciales (80 épreuves initialement prévues, soit 540,02 km)
- surface : terre
- Parcours divisé en trois étapes[1]

### Première étape
- York - York, 1710 km (Angleterre et pays de Galles), du 17 au 18 novembre
- 32 épreuves spéciales, 217,29 km (37 épreuves initialement prévues, pour un total de 230,96 km)

### Deuxième étape
- York - York, 1600 km (Angleterre et Écosse), du 19 au 20 novembre
- 30 épreuves spéciales, 201,21 km (35 épreuves initialement prévues, pour un total de 225,36 km)

### Troisième étape
- York - York, 270 km (Yorkshire), 21 novembre
- 8 épreuves spéciales, 83,7 km

## Les forces en présence
Près de deux-cents équipages vont participer à cette épreuve où s'affrontent un grand nombre de constructeurs :
- Ford

Vainqueur l'année précédente, Ford a engagé trois Escort RS1600 groupe 2 (2000 cm3, 235 ch à 8200 tr/min, environ 800 kg) pour Roger Clark, Hannu Mikkola et Timo Mäkinen. Ces voitures sont, avec les BMW et les Datsun, les plus puissantes du plateau et données favorites de cette course. En plus des trois voitures d'usine, on compte un grand nombre d'Escort privées (les Ford représentent près de la moitié des engagés !), dont celles de Markku Alén, Andrew Cowan, Russell Brookes, Drew Gallacher ou Barry Lee, également très bien préparées et pouvant jouer les premiers rôles.
- Alpine-Renault

Le RAC n'était initialement pas au programme du constructeur français, virtuellement champion du monde, qui a néanmoins engagé deux berlinettes A110 groupe 4 (1800 cm3, 175 chevaux, 710 kg) pour Jean-Luc Thérier et Jean-Pierre Nicolas, quelques points supplémentaires pouvant s'avérer cruciaux dans le cas où le tribunal d'appel de la FIA annulerait le résultat de l'épreuve autrichienne. Les pilotes visent donc avant tout une place d'honneur. On note également la présence au départ de Pat Moss-Carlsson, sur une berlinette privée.
- BMW

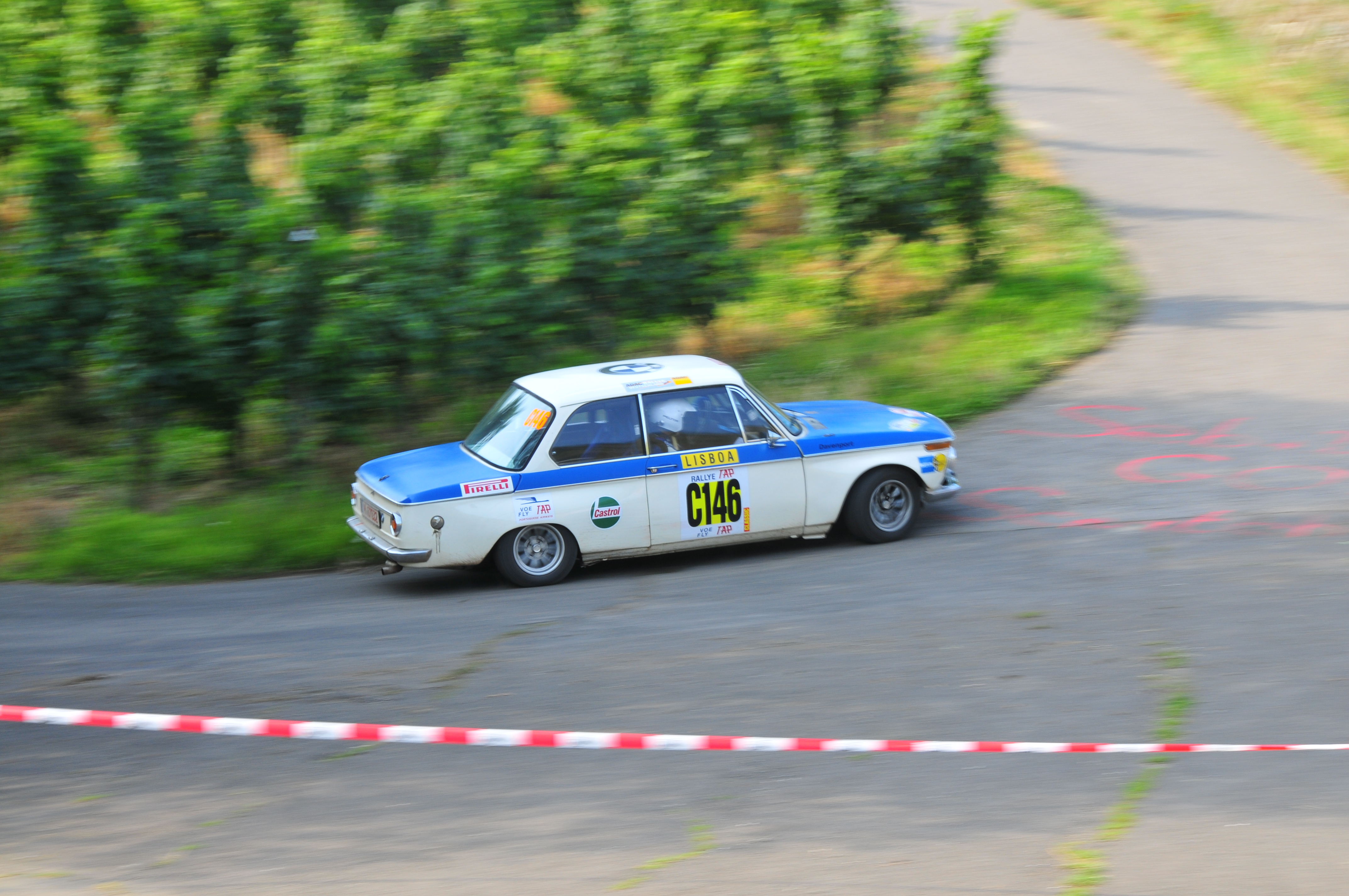
La BMW 2002 groupe 2 (ici lors d'une course historique), une des principales concurrentes des Ford Escort.

Les 2002 groupe 2 engagées par l'usine disposent d'un moteur deux litres seize soupapes développant plus de 220 chevaux, dont le principal atout est la souplesse. Elles sont confiées à Björn Waldegård et Achim Warmbold. Malgré leur poids relativement important (1100 kg), elles peuvent se montrer très efficaces sur les chemins forestiers. Avec les Saab, ce sont les principales concurrentes des Ford Escort dans cette épreuve.
- Datsun

En plus des trois puissants coupés 240Z groupe 4 (moteur 2400 cm3 à injection) pilotés par Tony Fall, Harry Källström et Chris Slater, l'usine a engagé un coupé Sunny groupe 2(1300 cm3, 125 chevaux) pour le Kényan Shekhar Mehta.
- Fiat

Forfait lors de l'épreuve précédente, le constructeur italien a engagé deux spiders 124 rallye groupe 4 (1750 cm3, 170 ch, 960 kg) pour Sergio Barbasio et Maurizio Verini. Ces voitures ne sont pas assez rapides pour jouer la victoire, d'autant que leurs pilotes ne sont pas spécialistes de l'épreuve britannique. Leur fiabilité peut néanmoins leur permettre d'obtenir un classement correct.
- Lancia

La Scuderia Lancia a engagé un seul équipage pour cette épreuve, pour Amilcare Ballestrieri. Il dispose d'une Fulvia HF(1600 cm3, 160 ch, 870 kg), une voiture qui a remporté le RAC à deux reprises en 1969 et 1970 avec Harry Källström mais qui ne peut plus espérer figurer aux avant-postes face à des concurrentes bien plus puissantes.
- Opel

Avec 24 voitures au départ, Opel est le constructeur le plus représenté après Ford. Parmi les équipages les plus en vue, on trouve les trois Ascona groupe 2 préparées par Irmscher (2 litres, 180 chevaux, 1050 kg) et confiées à Rauno Aaltonen, Walter Röhrl et Lars Carlsson. Opel-Suède a également engagé deux Ascona groupe 2 pour Ove Eriksson et Anders Kulläng. Parmi les privés, Gunnar Blomqvist dispose d'une voiture identique, d'un niveau de préparation égal. Opel est aussi bien représenté en groupe 1, avec notamment les deux Commodore GSE engagées par le Greder Racing, pilotées par Henry Greder et Marie-Claude Beaumont.
- Saab

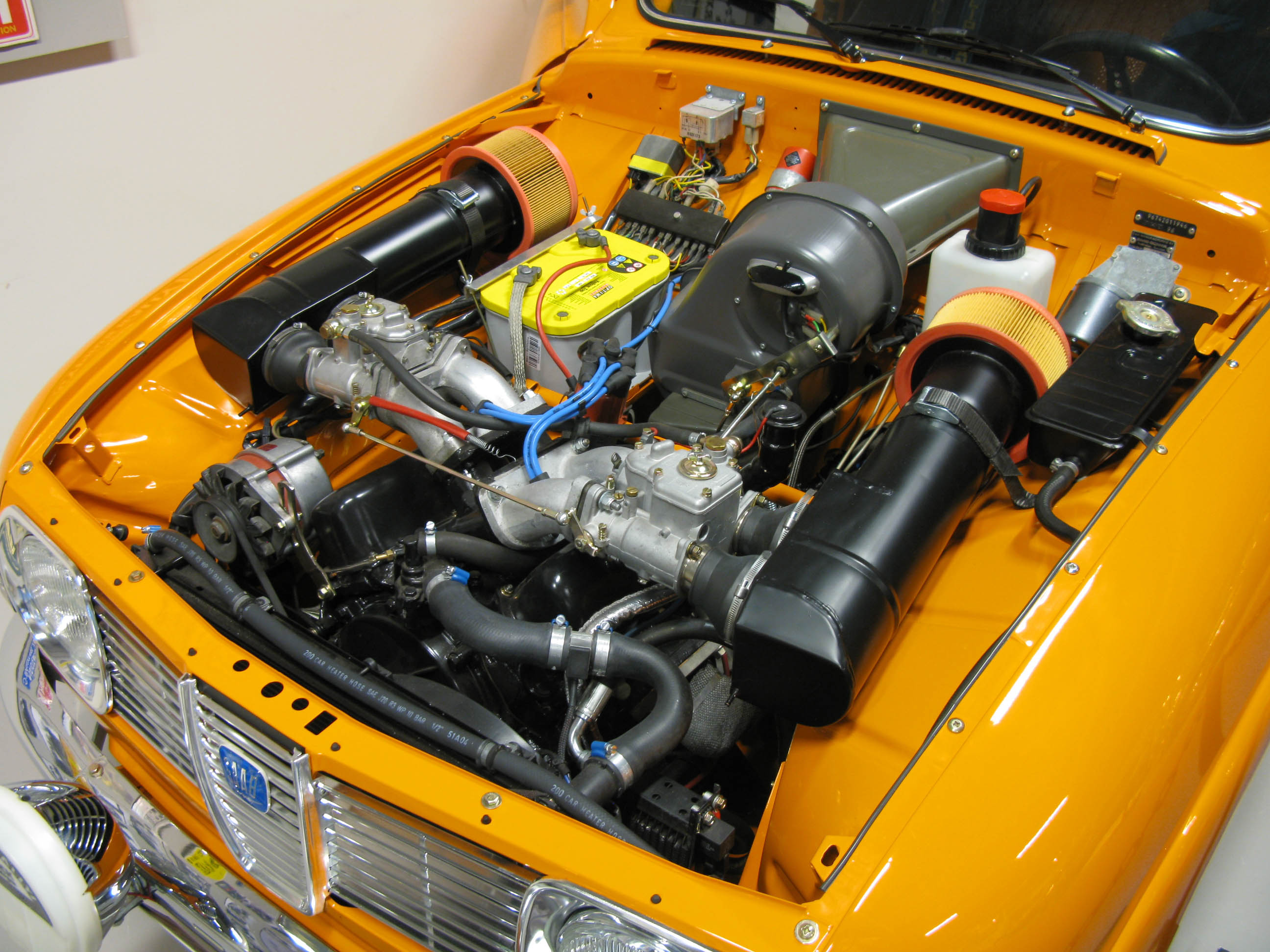
Les Saab 96 groupe 2 disposent d'un moteur Ford V4 de 165 chevaux.

Le constructeur suédois a engagé trois Saab 96 groupe 2 (moteur Ford V4 de 1850 cm3, 165 chevaux, environ 1100 kg) pour Stig Blomqvist, Per Eklund et Simo Lampinen. Ces robustes voitures se sont toujours montrées très à l'aise sur les chemins britanniques, en particulier dans les ornières. Tapio Rainio, engagé à titre privé, dispose d'un modèle identique.
- Toyota

Le TTE a engagé deux coupés Celica groupe 2 à moteur double arbre (1600 cm3, 160 ch, 1100 kg) pour Ove Andersson et Leif Asterhag.
- Volvo

Engagé à titre privé, le pilote suédois Per-Inge Walfridsson dispose d'une Volvo 142 S groupe 2 bénéficiant d'une préparation usine.

## Déroulement de la course
En raison de la crise pétrolière due à l'embargo de l'OPEP, les organisateurs ont, sur les conseils du gouvernement, amputé le parcours de dix épreuves spéciales, l'objectif étant de réduire les dépenses de carburant d'environ 10 %.

### Première étape
Les 198 équipages s'élancent de York le samedi 17 novembre à partir de neuf heures du matin, en direction de Northampton. Cette première étape les emmène au pays de Galles, en passant par Birmingham, avant de les ramener à York par le même chemin. Le parcours étant tenu secret jusqu'au départ, les concurrents découvrent l'itinéraire au dernier moment.
Vainqueur l'année précédente, le Britannique Roger Clark (Ford Escort) attaque dès les premières spéciales et s’empare du commandement, juste devant son coéquipier Markku Alén, mais les écarts sont très faibles en ce début de course, les dix premiers n'étant séparés que par une poignée de secondes. Le Finlandais Timo Mäkinen, également sur Escort, porte une première estocade dans le troisième tronçon chronométré et prend la première place. Clark résiste et reprend de peu l'avantage dans la spéciale de Sutton Park, où bon nombre de concurrents se font piéger dans un virage qui suit une longue ligne droite de la forêt de Leicester. C'est tout d'abord Jean-Luc Thérier qui arrive trop vite et ne peut éviter la sortie de route. L'Alpine a peu souffert et le pilote normand peut repartir avec l'aide des spectateurs, nombreux en cet endroit. Hannu Mikkola (Ford Escort) n'a pas cette chance : sorti plus violemment, il doit abandonner, un doigt cassé à cause du retour de volant. Tony Fall quitte également la piste, brisant la direction de sa Datsun 240Z. Alén, qui effectue un brillant début de course, endommage également sa voiture à cet endroit, mais peut repartir, ayant perdu plus de cinq minutes et plongé de la troisième à la cent dix-septième place du classement général. Au total vingt pilotes ne pourront éviter la sortie de route dans ce virage ! Mäkinen compte alors neuf secondes de retard sur Clark, ils sont talonnés par Stig Blomqvist (Saab 96) et Björn Waldegård (BMW 2002).
Alors que Thérier abandonne rapidement (distributeur), Mäkinen se rapproche de Clark ; le Finlandais va se montrer régulièrement le plus rapide dans les forêts galloises, repassant en tête et laissant Clark, Waldegård et Blomqvist se disputer la seconde place. Grippé, Clark va perdre du terrain sur ses adversaires au cours de la nuit. Alors qu'il s'est installé en seconde position, ayant dépassé Waldegård, Blomqvist va percuter une souche. Ayant perdu peu de temps, il peut repartir mais la suspension a souffert et le pilote Saab va devoir renoncer quelques spéciales plus tard. Waldegård ne relâche pas la pression sur Mäkinen, prenant même brièvement la tête lorsque son adversaire part à la faute dans la seizième spéciale. Le pilote Ford reprend aussitôt l'avantage, qu'il va garder jusqu'au terme de cette première étape, rejoignant York le dimanche soir avec une avance de plus de trois minutes. Après un sérieux passage à vide durant la nuit, Clark, un moment devancé par l'Opel Ascona d'un brillant Walter Röhrl, a récupéré la troisième place lorsque l'Allemand a connu quelques soucis d'accélérateur et de freins. Alén, quant à lui, a effectué une impressionnante remontée et achève cette première partie du parcours en treizième position.
| Pos. | Pilote               | Copilote         | Voiture            | Temps           | Écart        | Groupe |
| ---- | -------------------- | ---------------- | ------------------ | --------------- | ------------ | ------ |
| 1    | Timo Mäkinen         | Henry Liddon     | Ford Escort RS1600 | 2 h 58 min 47 s |              | 2      |
| 2    | Björn Waldegård      | Hans Thorszelius | BMW 2002 Tii       | 3 h 02 min 21 s | + 3 min 34 s | 2      |
| 3    | Roger Clark          | Tony Mason       | Ford Escort RS1600 | 3 h 02 min 41 s | + 3 min 54 s | 2      |
| 4    | Walter Röhrl         | Jochen Berger    | Opel Ascona        | 3 h 03 min 34 s | + 4 min 47 s | 2      |
| 5    | Simo Lampinen        | Sölve Andreasson | Saab 96 V4         | 3 h 04 min 07 s | + 5 min 20 s | 2      |
| 6    | Per Eklund           | Bo Reinicke      | Saab 96 V4         | 3 h 04 min 41 s | + 5 min 54 s | 2      |
| 7    | Per-Inge Walfridsson | John Jensen      | Volvo 142 S        | 3 h 05 min 02 s | + 6 min 19 s | 2      |
| 8    | Barry Lee            | John Gittins     | Ford Escort RS1600 | 3 h 06 min 46 s | + 7 min 59 s | 2      |
| 9    | Andrew Cowan         | Johnstone Syer   | Ford Escort RS1600 | 3 h 07 min 09 s | + 8 min 22 s | 2      |
| 10   | Jean-Pierre Nicolas  | Claude Roure     | Alpine A110 1800   | 3 h 07 min 22 s | + 8 min 35 s | 4      |

### Deuxième étape
Les équipages rescapés repartent de York le lundi matin à 8 heures, cette fois en direction de Manchester. Ils vont ensuite rejoindre Carlisle, puis l'Écosse. Walter Röhrl n'ira toutefois pas si loin, l'axe de pompe à huile de son Opel ayant cassé alors qu'il occupait une belle quatrième place. Les pilotes britanniques Barry Lee et Andrew Cowan (tous deux sur Ford Escort et classés dans les dix premiers) doivent également abandonner en début d'étape, l'un sur sortie de route, le second sur problème mécanique. Confortablement installé en tête, Timo Mäkinen (Escort) se contente de contrôler son avance sur la BMW de Björn Waldegård et sur la seconde Escort de Roger Clark. La nuit écossaise est très froide et le verglas va piéger quelques concurrents, dont Clark (qui perd toutefois peu de temps), Maurizio Verini (Fiat) et Per Eklund (Saab), ce dernier perdant plus de cinq minutes et chutant de la cinquième à la huitième place.
Cette deuxième étape permet à Markku Alén d'effectuer un véritable festival au volant de son Escort : il remporte près de la moitié des épreuves spéciales et lorsque le rallye quitte l'Écosse pour regagner York, il est remonté en cinquième position, ayant réduit de deux minutes son retard sur les leaders, et se montre désormais menaçant pour Simo Lampinen (Saab), à moins d'une minute devant lui.
| Pos. | Pilote               | Copilote          | Voiture            | Temps           | Écart         | Groupe |
| ---- | -------------------- | ----------------- | ------------------ | --------------- | ------------- | ------ |
| 1    | Timo Mäkinen         | Henry Liddon      | Ford Escort RS1600 | 5 h 41 min 43 s |               | 2      |
| 2    | Björn Waldegård      | Hans Thorszelius  | BMW 2002 Tii       | 5 h 45 min 41 s | + 3 min 58 s  | 2      |
| 3    | Roger Clark          | Tony Mason        | Ford Escort RS1600 | 5 h 47 min 22 s | + 5 min 39 s  | 2      |
| 4    | Simo Lampinen        | Sölve Andreasson  | Saab 96 V4         | 5 h 49 min 12 s | + 7 min 29 s  | 2      |
| 5    | Markku Alén          | Ilkka Kivimäki    | Ford Escort RS1600 | 5 h 50 min 03 s | + 8 min 20 s  | 2      |
| 6    | Per-Inge Walfridsson | John Jensen       | Volvo 142 S        | 5 h 53 min 33 s | + 11 min 50 s | 2      |
| 7    | Jean-Pierre Nicolas  | Claude Roure      | Alpine A110 1800   | 5 h 55 min 21 s | + 13 min 38 s | 4      |
| 8    | Per Eklund           | Bo Reinicke       | Saab 96 V4         | 5 h 56 min 09 s | + 14 min 26 s | 2      |
| 9    | Lars Carlsson        | Peter Peterson    | Opel Ascona        | 5 h 56 min 51 s | + 15 min 08 s | 2      |
| 10   | Gunnar Blomqvist     | Ingelov Blomqvist | Opel Ascona        | 5 h 57 min 54 s | + 16 min 11 s | 2      |

### Troisième étape
La dernière partie du rallye se déroule le mercredi matin, à partir de sept heures. Cette courte boucle dans le Yorkshire ne compte que 80 kilomètres de tronçons chronométrés, mais les chemins verglacés vont cependant bouleverser des positions qui semblaient acquises. Les Ford Escort de Timo Mäkinen, Roger Clark et Markku Alén sont équipées d'un nouveau type de pneus particulièrement efficaces dans ces conditions, contrairement à la BMW de Björn Waldegård, beaucoup moins à l'aise. Ce dernier, qui ne peut inquiéter Mäkinen pour la victoire, cherche avant tout à préserver sa seconde place, menacée par Clark qui a retrouvé tout son mordant. Dans l'avant-dernière spéciale, le Suédois, qui compte encore une minute d'avance sur le Britannique, se fait surprendre dans un virage très glissant suivant un dos d’âne : arrivé trop vite, il sort de la route et effectue un demi tonneau. L'équipage va perdre une demi-heure avant de reprendre la course, chutant de la seconde à la septième place. Alén, qui était remonté en quatrième position après la mise hors-course de la Saab de Simo Lampinen (perte d'une roue), sort également de la route en cet endroit : il effectue un tonneau complet mais peut repartir presque aussitôt, ayant perdu peu de temps, seule la carrosserie de l'Escort ayant été endommagée. La course s'achève sur un triplé des Escort, Mäkinen l'emportant devant Clark et Alén. Auteur d'une course très régulière malgré trois remplacements de boîte de vitesses sur sa Volvo, Per-Inge Walfridsson prend une méritoire quatrième place, devant l'Alpine de Nicolas.

### Classements intermédiaires
Classements intermédiaires des pilotes après chaque épreuve spéciale.

### Classement général

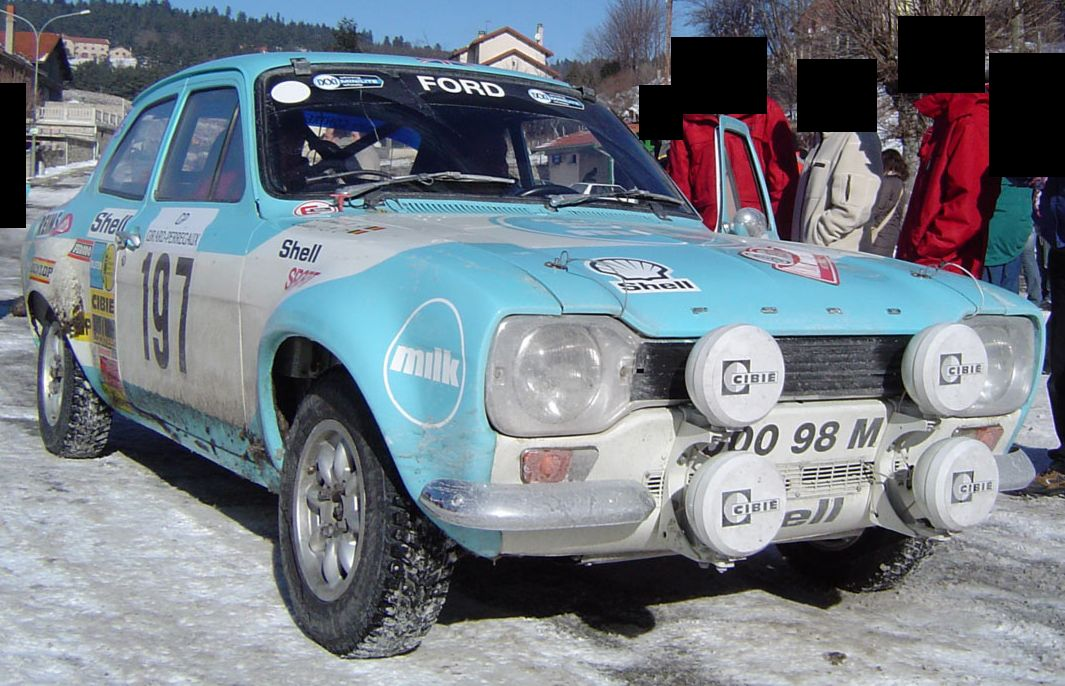
Succès total pour les Ford Escort RS (ici lors d'une course historique), qui enlèvent les trois premières places.

| Pos | No | Pilote               | Copilote          | Voiture              | Temps           | Écart         | Groupe |
| --- | -- | -------------------- | ----------------- | -------------------- | --------------- | ------------- | ------ |
| 1   | 13 | Timo Mäkinen         | Henry Liddon      | Ford Escort RS1600   | 6 h 47 min 08 s |               | 2      |
| 2   | 1  | Roger Clark          | Tony Mason        | Ford Escort RS1600   | 6 h 52 min 23 s | + 5 min 15 s  | 2      |
| 3   | 18 | Markku Alén          | Ilkka Kivimäki    | Ford Escort RS1600   | 6 h 55 min 26 s | + 8 min 18 s  | 2      |
| 4   | 31 | Per-Inge Walfridsson | John Jensen       | Volvo 142 S          | 7 h 01 min 13 s | + 14 min 05 s | 2      |
| 5   | 8  | Jean-Pierre Nicolas  | Claude Roure      | Alpine A110 1800     | 7 h 03 min 08 s | + 16 min 00 s | 4      |
| 6   | 21 | Gunnar Blomqvist     | Ingelov Blomqvist | Opel Ascona          | 7 h 05 min 44 s | + 18 min 36 s | 2      |
| 7   | 4  | Björn Waldegård      | Hans Thorszelius  | BMW 2002 Tii         | 7 h 06 min 14 s | + 19 min 06 s | 2      |
| 8   | 29 | Lars Carlsson        | Peter Peterson    | Opel Ascona          | 7 h 09 min 19 s | + 22 min 11 s | 2      |
| 9   | 37 | Tony Fowkes          | Bryan Harris      | Ford Escort RS1600   | 7 h 09 min 46 s | + 22 min 38 s | 2      |
| 10  | 19 | Sergio Barbasio      | Gino Macaluso     | Fiat 124 Rallye 1800 | 7 h 10 min 14 s | + 23 min 06 s | 4      |

### Hommes de tête
- ES1 à ES2 :  Roger Clark -  Tony Mason (Ford Escort RS1600)
- ES3 à ES5 :  Timo Mäkinen -  Henry Liddon (Ford Escort RS1600)
- ES6 à ES10 :  Roger Clark -  Tony Mason (Ford Escort RS1600)
- ES11 à ES15 :  Timo Mäkinen -  Henry Liddon (Ford Escort RS1600)
- ES16 :  Björn Waldegård -  Hans Thorszelius (BMW 2002 Tii)
- ES17 à ES80 :  Timo Mäkinen -  Henry Liddon (Ford Escort RS1600)

### Vainqueurs d'épreuves spéciales
- Markku Alén -  - Ilkka Kivimäki (Ford Escort RS1600) : 20 spéciales (ES 40 à 42, 45, 48, 51, 59, 62 à 65, 68 à 70, 74 à 78, 80)
- Timo Mäkinen -  Henry Liddon (Ford Escort RS1600) : 19 spéciales (ES 7, 12, 13, 15, 17 à 19, 21 à 25, 29, 35, 37, 63, 67, 77, 79)
- Roger Clark -  Tony Mason (Ford Escort RS1600) : 10 spéciales (ES 1, 2, 6, 30, 33, 34, 37, 38, 68, 77)
- Per Eklund -  Bo Reinicke (Saab 96 V4) : 5 spéciales (ES 31, 32, 36, 39, 61)
- Björn Waldegård -  Hans Thorszelius (BMW 2002 Tii) : 4 spéciales (ES 14, 37, 44, 50)
- Simo Lampinen -  Sölve Andreasson (Saab 96 V4) : 4 spéciales (ES 27, 47, 61, 73)
- Stig Blomqvist -  Arne Hertz (Saab 96 V4) : 2 spéciales (ES 11, 17)
- Donald Heggie -  George Dean (Ford Escort RS1600) : 2 spéciales (ES 29, 66)
- Jean-Pierre Nicolas -  Claude Roure (Alpine A110 1800) : 2 spéciales (ES 38, 72)
- Chris Wathen -  Brian Hillis (Ford Escort RS1600) : 1 spéciale (ES 3)
- Marek Gierowski -  John Taylor (Porsche Carrera RS) : 1 spéciale (ES 3)
- Graham Taylor -  Brian McLean (Ford Escort RS1600) : 1 spéciale (ES 16)
- Leif Asterhag -  Anders Gullberg (Toyota Celica) : 1 spéciale (ES 20)
- Walter Röhrl -  Jochen Berger (Opel Ascona) : 1 spéciale (ES 26)
- Ove Andersson -  Geraint Phillips (Toyota Celica) : 1 spéciale (ES 28)
- Sergio Barbasio -  Gino Macaluso (Fiat 124 Rallye 1800) : 1 spéciale (ES 37)
- Christopher Beynon -  Lyn Andrews (Ford Escort TwinCam) : 1 spéciale (ES 43)
- Kevin Videan -  Peter Rusforth (Datsun 240Z) : 1 spéciale (ES 46)
- Drew Gallacher -  Ian Muir (Ford Escort RS1600) : 1 spéciale (ES 49)
- Amilcare Ballestrieri -  Silvio Maiga (Lancia Fulvia HF) : 1 spéciale (ES 52)
- Peter Doughty -  Richard Shelmerdine (Ford Escort RS1600) : 1 spéciale (ES 60)
- Per-Inge Walfridsson -  John Jensen (Volvo 142) : 1 spéciale (ES 71)

## Résultats des principaux engagés
| No  | Pilote                | Copilote            | Voiture              | Groupe | Classement général                                           | Class. groupe |
| --- | --------------------- | ------------------- | -------------------- | ------ | ------------------------------------------------------------ | ------------- |
| 1   | Roger Clark           | Tony Mason          | Ford Escort RS1600   | 2      | 2e à 5 min 15 s                                              | 2e            |
| 2   | Stig Blomqvist        | Arne Hertz          | Saab 96 V4           | 2      | ab. dans la première étape (suspension endommagée dans ES19) | -             |
| 3   | Jean-Luc Thérier      | Michel Vial         | Alpine A110 1800     | 4      | ab. dans ES7 (distributeur)                                  | -             |
| 4   | Björn Waldegård       | Hans Thorszelius    | BMW 2002 Tii         | 2      | 7e à 19 min 06 s                                             | 6e            |
| 5   | Harry Källström       | Claes Billstam      | Datsun 240Z          | 4      | 14e à 27 min 28 s                                            | 3e            |
| 6   | Hannu Mikkola         | John Davenport      | Ford Escort RS1600   | 2      | ab. dans ES6 (accident)                                      | -             |
| 7   | Per Eklund            | Bo Reinicke         | Saab 96 V4           | 2      | ab. dans ES77 (perte d'une roue)                             | -             |
| 8   | Jean-Pierre Nicolas   | Claude Roure        | Alpine A110 1800     | 4      | 5e à 16 min 00 s                                             | 1er           |
| 9   | Ove Andersson         | Geraint Phillips    | Toyota Celica        | 2      | 12e à 24 min 09 s                                            | 10e           |
| 10  | Rauno Aaltonen        | Paul Easter         | Opel Ascona          | 2      | ab. dans la première étape (moteur)                          | -             |
| 11  | Achim Warmbold        | Jean Todt           | BMW 2002 Tii         | 2      | 15e à 28 min 50 s                                            | 12e           |
| 12  | Ove Eriksson          | Björn Cederberg     | Opel Ascona          | 2      | ab. dans la première étape (moteur)                          | -             |
| 13  | Timo Mäkinen          | Henry Liddon        | Ford Escort RS1600   | 2      | 1er                                                          | 1er           |
| 14  | Simo Lampinen         | Sölve Andreasson    | Saab 96 V4           | 2      | hors-course après ES78 (hors-délais)                         | -             |
| 15  | Anders Kulläng        | Donald Karlsson     | Opel Ascona          | 2      | ab. dans la première étape (accident)                        | -             |
| 16  | Amilcare Ballestrieri | Silvio Maiga        | Lancia Fulvia HF     | 4      | ab. dans la troisième étape (accident)                       | -             |
| 17  | Tony Fall             | Mike Wood           | Datsun 240Z          | 4      | ab. dans ES6 (accident)                                      | -             |
| 18  | Markku Alén           | Ilkka Kivimäki      | Ford Escort RS1600   | 2      | 3e à 8 min 18 s                                              | 3e            |
| 19  | Sergio Barbasio       | Gino Macaluso       | Fiat 124 Rallye 1800 | 4      | 10e à 23 min 06 s                                            | 2e            |
| 20  | Andrew Cowan          | Johnstone Syer      | Ford Escort RS1600   | 2      | ab. dans la deuxième étape (demi-arbre)                      | -             |
| 21  | Gunnar Blomqvist      | Ingelov Blomqvist   | Opel Ascona          | 2      | 6e à 18 min 36 s                                             | 5e            |
| 22  | Chris Slater          | Martin Holmes       | Datsun 240Z          | 4      | ab. dans ES29 (accident)                                     | -             |
| 24  | Tapio Rainio          | Klaus Lehto         | Saab 96 V4           | 2      | ab. dans la deuxième étape (moteur)                          | -             |
| 26  | Walter Röhrl          | Jochen Berger       | Opel Ascona          | 2      | ab. dans la deuxième étape (pompe à huile)                   | -             |
| 27  | Shekhar Mehta         | Keith Wood          | Datsun Sunny         | 2      | 37e à 1 h 08 min 06 s                                        | ?             |
| 28  | Maurizio Verini       | 'Ninni' Russo       | Fiat 124 Rallye 1800 | 4      | 19e à 38 min 54 s                                            | 4e            |
| 29  | Lars Carlsson         | Peter Peterson      | Opel Ascona          | 2      | 8e à 22 min 11 s                                             | 7e            |
| 30  | Bror Danielsson       | Ulf Sundberg        | BMW 2002             | 1      | 16e à 32 min 22 s                                            | 1er           |
| 31  | Per-Inge Walfridsson  | John Jensen         | Volvo 142 S          | 2      | 4e à 14 min 05 s                                             | 4e            |
| 33  | Vic Preston Jr        | Paul White          | Ford Escort RS1600   | 2      | ab. dans la première étape (joint de culasse)                | -             |
| 36  | Henry Greder          | Peter Jopp          | Opel Commodore GSE   | 1      | 48e                                                          | 5e            |
| 37  | Tony Fowkes           | Bryan Harris        | Ford Escort RS1600   | 2      | 9e à 22 min 38 s                                             | 8e            |
| 39  | Marie-Claude Beaumont | Christine Giganot   | Opel Commodore GSE   | 1      | ab. dans ES77 (pression d'huile)                             | -             |
| 41  | Barry Lee             | John Gittins        | Ford Escort RS1600   | 2      | ab. dans ES44 (accident)                                     | -             |
| 44  | Donald Heggie         | George Dean         | Ford Escort RS1600   | 2      | 18e à 38 min 02 s                                            | 14e           |
| 45  | Colin Malkin          | Brian Coyle         | Hillman Avenger      | 2      | 17e à 33 min 14 s                                            | 13e           |
| 46  | Drew Gallacher        | Ian Muir            | Ford Escort RS1600   | 2      | 13e à 25 min 29 s                                            | 11e           |
| 47  | Pat Moss-Carlsson     | Elizabeth Crellin   | Alpine A110          | 4      | ab. dans la première étape (accident)                        | -             |
| 48  | Russell Brookes       | John Brown          | Ford Escort RS1600   | 2      | ab. dans ES6 (accident)                                      | -             |
| 51  | Erik Aaby             | Egil Moreite        | Opel Ascona          | 2      | 11e à 23 min 42 s                                            | 9e            |
| 60  | Andy Dawson           | Peter Valentine     | Hillman Avenger      | 2      | 24e à 50 min 54 s                                            | 17e           |
| 65  | Christopher Beynon    | Lyn Andrews         | Ford Escort TwinCam  | 2      | ab.                                                          | -             |
| 71  | Kevin Videan          | Peter Rusforth      | Datsun 240Z          | 4      | 21e à 45 min 47 s                                            | 5e            |
| 111 | Chris Wathen          | Brian Hillis        | Ford Escort RS1600   | 2      | ab.                                                          | -             |
| 120 | Marek Gierowski       | John Taylor         | Porsche Carrera RS   | 4      | ab.                                                          | -             |
| 145 | Peter Doughty         | Richard Shelmerdine | Ford Escort Mexico   | 1      | ab.                                                          | -             |
| 150 | Graham Taylor         | Brian McLean        | Ford Escort RS1600   | 2      | ab.                                                          | -             |

## Classement du championnat à l'issue de la course
- attribution des points : 20, 15, 12, 10, 8, 6, 4, 3, 2, 1 respectivement aux dix premières marques de chaque épreuve (sans cumul, seule la voiture la mieux classée de chaque constructeur marque des points)
- seuls les huit meilleurs résultats (sur treize épreuves) sont retenus pour le décompte final des points[6]. Fiat doit donc décompter les trois points acquis au Safari, les trois points acquis en Finlande et le point acquis en Grande-Bretagne.

| Pos. | Marque         | Points  | M-C | SUE | POR | SAF | MAR | ACR | POL | FIN | AUT | SAN | PRE | RAC | COR |
| ---- | -------------- | ------- | --- | --- | --- | --- | --- | --- | --- | --- | --- | --- | --- | --- | --- |
| 1    | Alpine-Renault | 135     | 20  | 12  | 20  | -   | 20  | 20  | -   | -   | 15  | 20  | -   | 8   |     |
| 2    | Fiat           | 84 (91) | 4   | 8   | 10  | (3) | 6   | 15  | 20  | (3) | 6   | 15  | -   | (1) |     |
| 3    | Ford           | 66      | 10  | -   | 2   | -   | -   | 4   | -   | 20  | -   | -   | 10  | 20  |     |
| 4    | Volvo          | 44      | -   | 2   | -   | -   | 2   | -   | -   | 15  | -   | -   | 15  | 10  |     |
| 5    | Saab           | 42      | -   | 20  | -   | -   | -   | -   | -   | 10  | 12  | -   | -   | -   |     |
| 6    | Datsun         | 34      | 2   | -   | -   | 20  | -   | -   | -   | -   | -   | -   | 12  | -   |     |
| 7    | Citroën        | 33      | -   | -   | 12  | -   | 15  | 6   | -   | -   | -   | -   | -   | -   |     |
| 8    | BMW            | 28      | -   | 4   | -   | -   | -   | -   | -   | -   | 20  | -   | -   | 4   |     |
| 9    | Toyota         | 25      | -   | -   | -   | -   | -   | 2   | -   | -   | 3   | -   | 20  | -   |     |
| 10   | Porsche        | 24      | -   | -   | 8   | -   | -   | -   | -   | 12  | 4   | -   | -   | -   |     |
| 11   | Opel           | 21      | -   | 1   | 4   | -   | -   | -   | -   | 8   | -   | 2   | -   | 6   |     |
| 12   | Polski Fiat    | 18      | -   | -   | -   | -   | -   | -   | 12  | -   | -   | -   | 6   | -   |     |
| 13   | Lancia         | 16      | 3   | 10  | -   | -   | -   | -   | -   | -   | -   | 3   | -   | -   |     |
| 14   | Wartburg       | 15      | -   | -   | -   | -   | -   | -   | 15  | -   | -   | -   | -   | -   |     |
| 14=  | Volkswagen     | 15      | -   | 6   | -   | -   | -   | 8   | -   | -   | 1   | -   | -   | -   |     |
| 16   | Peugeot        | 13      | -   | -   | -   | 12  | 1   | -   | -   | -   | -   | -   | -   | -   |     |
| 17   | Mitsubishi     | 4       | -   | -   | -   | 4   | -   | -   | -   | -   | -   | -   | -   | -   |     |
| 18   | Škoda          | 3       | -   | 3   | -   | -   | -   | -   | -   | -   | -   | -   | -   | -   |     |
| 19   | Audi           | 1       | -   | -   | -   | -   | -   | 1   | -   | -   | -   | -   | -   | -   |     |

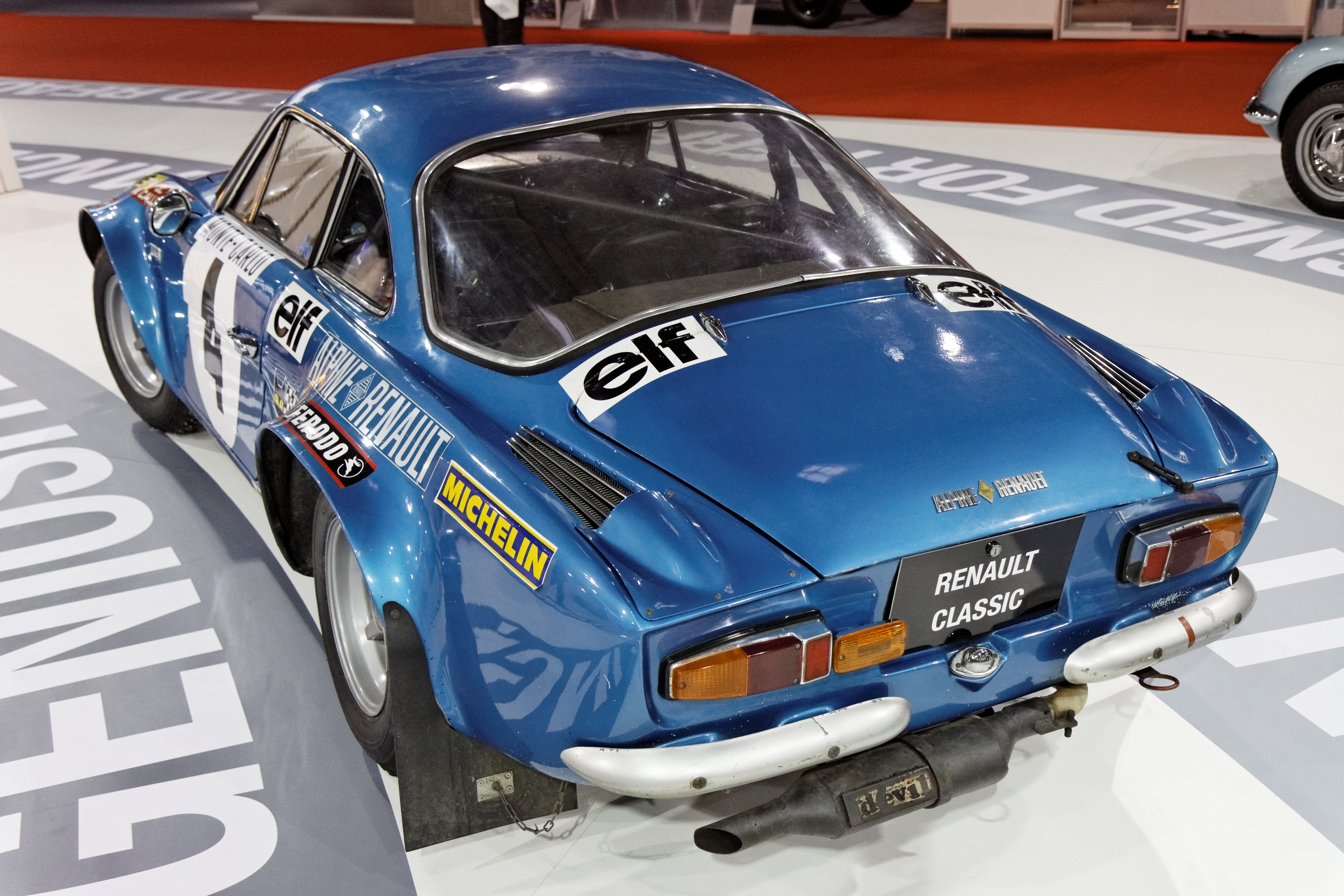
À l'issue de l'épreuve britannique, Alpine est définitivement assuré de remporter le titre mondial, même en cas d'annulation de son résultat en Autriche.

- À noter : le classement ci-dessus intègre le reclassement de la BMW de l'équipage Warmbold-Todt, initialement disqualifiée par les organisateurs, à la première place de l'épreuve autrichienne. Les résultats du rallye autrichien des Alpes ne furent entérinés qu'au premier trimestre 1974[7]. Ci-dessous les positions provisoires du championnat effectives après le Rallye de Grande-Bretagne, prenant en compte la  disqualification de BMW en Autriche, telles que publiées en 1973 :

1. Alpine-Renault : 140 points
2. Fiat : 86 points
3. Ford : 66 points
4. Saab : 45 points
5. Volvo : 44 points
6. Datsun : 34 points
7. Citroën : 33 points
8. Toyota et Porsche : 26 points

etc.